# Артистичне плавання на Чемпіонаті Європи з водних видів спорту 2022 — комбінація, довільна програма
Змагання з артистичного плавання у довільній програмі комбінації на Чемпіонаті Європи з водних видів спорту 2022 відбулись 14 серпня.

## Результати[3]
| Місце | Країна          | Спортсменки | Оцінка  |
| ----- | --------------- | --- | ------- |
| 1     | Україна         | Марина Алексіїва Владислава Алексіїва Олеся Дерев'янченко Марта Фєдіна Вероніка Гришко Софія Мацієвська Дар'я Мошинська Ангеліна Овчиннікова Анастасія Шмоніна Валерія Тищенко    | 95.2000 |
| 2     | Італія          | Доміціана Каванна Лінда Черруті Констанца Ді Камілло Констанца Ферро Джемма Галлі Марта Якоаччі Марта Мурру Енріка Пікколі Федеріка Сала Франческа Дзуніно                        | 92.6667 |
| 3     | Греція          | Зої Аграфіоті Марія Алзігкузі Коміні Елені Фрагкакі Крістеленія Джялама Зої Карангелу Марія Карапанагіоту Данай Каріорі Іфігенейя Кроммідакі Софія Малкогеоргу Андріана Масікевич | 89.4000 |
| 4     | Велика Британія | Кейт Шортман Ізабелл Торп Робін Сватман Лаура Турбервілль Міллсент Костелло Серіль Гюджес Дайсі Ганн Даніелла Ллойд Ізобель Блінкгорн Ізобель Девіс                               | 84.5000 |
| 5     | Ізраїль         | Шеллі Бобріцкі Майя Дорф Ной Газала Катерін Кунін Ніколь Нахшонов Аріель Нассі Авіталь Подкопаєв Поліна Прікажчікова Нета Рубічек Шані Шарайзін                                   | 83.3333 |
| 6     | Угорщина        | Анна Апаті Ніке Барта Лінда Фаркаш Богларка Гач Лілєн Гетц Ганна Гатала Сабіна Хунглер Панна Сакалл Лена Сорат Бланка Таксоні                                                     | 79.4667 |